# Franc Rodé

Znak kardinála Franca Rodé

Franc kardinál Rodé CM (* 23. září 1934, Lublaň, Slovinsko) je slovinský římskokatolický kněz, kardinál.

## Životopis
Po 2. světové válce v roce 1945 odešel s rodinou do Rakouska, kde strávil rok v utečeneckém táboře Peggetz u Lince a dva roky ve Spittal an der Drau. V roce 1948 opustila rodina Evropu a emigrovala do Argentiny.
V roce 1952 vstoupil do řádu k lazaristům a studoval katolickou teologii na Gregorianě a na Institut catholique de Paris. V roce 1957 složil řeholní sliby a byl vysvěcen na kněze 29. června 1960 v Paříži. Ve stejném roce promoval na doktora teologie.
Od roku 1965 působil jako farář ve Slovinsku až do roku 1987, kdy ho Jan Pavel II. povolal do Říma a stal se tajemníkem výboru pro dialog s nevěřícími. V roce 1993 se stal tajemníkem Papežské rady pro kulturu.
5. března 1997 byl jmenován arcibiskupem v Lublani. Biskupské svěcení provedl arcibiskup Alojzij Šuštar 6. dubna tého roku. Spolusvětiteli byli Franc Perko a Alojzij Ambrožič. Krátce poté se stal představeným Slovinské biskupské konference. 11. února 2004 byl povolán zpět do Říma a stal se prefektem Kongregace pro společnosti zasvěceného života a společnosti apoštolského života. Benedikt XVI. ho po svém zvolení v úřadu potvrdil.
24. března 2006 bylo oznámeno jeho jmenování kardinálem, které bylo dovršené na konsistoři o měsíc později. Papež Benedikt XVI. ho jmenoval kardinálem jáhnem (San Francesco Saverio alla Garbatella).
Benedikt XVI. Rodého 19. září 2008 jmenoval papežským legátem na oslavách jubilea kláštera Waldsassen.
Dne 4. ledna 2011 odstoupil z místa prefekta z důvodu dovršení kanonického věku. Jeho nástupcem se stal kardinál João Braz de Aviz.